# Eryngium strotheri
Eryngium strotheri là một loài thực vật có hoa trong họ Hoa tán. Loài này được Constance & Affolter mô tả khoa học đầu tiên năm 1990.